# بخش یارتسفسکی
بخش یارتسفسکی (به لاتین: Yartsevsky District) یک منطقهٔ مسکونی در روسیه است که در استان اسمولنسک واقع شده‌است.